# いちご新聞
いちご新聞（いちごしんぶん、英: The Strawberry News）は、いちご新聞編集局が発行しているサンリオの月刊機関紙。サンリオキャラクターや関連グッズの最新情報などを掲載している。
『いちご新聞』の読者を「いちごメイト」と呼んでいる。略称は「いち新」。
全国のサンリオショップや一部のコンビニなどで毎月10日に発売され、2022年3月現在の定価は220円（税込）。定期購読も受け付けており、年間購読料は4200円（税・送料込み）。

## 歴史
- 1975年に同年の4月号として創刊。創刊号の表紙はスヌーピーで、全12ページ、定価は100円だった（第123号まで、第100号を除く）。創刊号発行の1ヶ月前にPR誌として無料配布されたもの（表紙はマウリシオ・デ・ソウザの漫画に登場する恐竜のキャラクター「オラーシオ（ポルトガル語版）」）が存在する[2][3][4][5]。
- 第2号の1975年5月1日号から第171号の1982年5月15日号までは原則月2回（1日・15日）刊。但し、1976年7月は1日・15日・20日（第30・31・32号）、1977年8月は1日・10日・15日（第57・58・59号）の月3回[3]、1978年12月は1日・15日合併号（第90号）として月1回のみの発行[3]。第90号までは発行日に発売されていたが、第91号（1979年1月1日号）以降は1日号が前月15日、15日号が当月1日の発売に改められた。
- 第100号の1979年5月15日号はオールカラー全32ページ＋別刷り4ページ、特別定価150円だった。
- 第124号の1980年5月15日号より定価を150円に改定。
- 第172号の1982年6月号から月刊となる。
- 第226号の1986年12月号から現在と同じ1部40ページとなった。
- 第530号の2012年4月号から第544号の2013年6月号まで、「女のコのためのキュートな新聞」というコピーがタイトルに添えられた（同様に、第89号の1978年11月15日号より「ストロベリーエイジのためのキュートな新聞」のコピーが付けられていたことがある）。
- 第570号の2015年8月号において、コラム「いちごの王さまからのメッセージ」（執筆者は社長・辻信太郎）が「戦後70年特集」を組み、世界の恒久平和のためには「友情と助け合い」が必要だと訴えた[6]。

## 節目の号
- 第1号 - 1975年4月号
- 第100号 - 1979年5月15日号
- 第200号 - 1984年10月号
- 第300号 - 1993年2月号
- 第400号 - 2001年6月号
- 第500号 - 2009年10月号
- 第600号 - 2018年2月号

## サンリオキャラクター大賞
サンリオキャラクター大賞（サンリオキャラクターたいしょう）は、1986年 から『いちご新聞』上で毎年実施しているサンリオキャラクターの人気投票企画である。2010年からは、携帯電話・パソコン・サンリオショップ店頭からの投票が開始された（但し、2011年〜2015年はサンリオショップ店頭からの投票はなし）。2013年には、テーマパーク（サンリオピューロランド・ハーモニーランド）、ニコニコ超会議2の「サンリオ出展ブース」（プレ投票）からも投票が可能になる。
『いちご新聞』上では、2010年までは、毎年5月号から投票を開始。その年の9月号で投票結果が発表された（また、1988年〜2009年は、1位のキャラクターが同号の表紙を飾っていた）。2011年は、5月号から投票を開始し、10月号で投票結果が発表された。2012年は6月号から投票を開始し、11月号で投票結果が発表された。2013年は6月号から投票を開始し、9月号で投票結果が発表された。2014年は、5月号から投票を開始し、10月号で投票結果が発表された。2015年〜2018年は、6月号から投票を開始し、9月号で投票結果が発表された。2019年〜2020年は、5月号から投票を開始し、8月号で投票結果が発表された。
1986年は43キャラクターがエントリーされ、「ザシキブタ」が初代グランプリを獲得した。また、「懐かしのキャラクター部門」が設けられ、「タイニーポエム」が1位を獲得した。また、翌年より上位にランキングされたキャラクターたちの記念グッズが1994年まで発売されていた。
2012年は、新たな試みとして、「中間発表」としてランキングの途中結果を公表している。また、『いちご新聞』での結果発表に先駆け、9月1日にサンリオピューロランド・ハーモニーランドで大々的に結果発表を行うなど、各種イベントも実施された。また、『いちご新聞』紙面上で別枠で「サンリオキャラいちご新聞大ランキング」（後述）が新設された。
2013年は、ノミネートされたキャラクターによる「これやります宣言」が発表された。また中間発表やPR活動、サンリオピューロランドでの授賞式なども実施される予定である。また、従来のサンリオキャラクター大賞とは別枠で「コラボ部門」（後述）が新設された。
2014年は、エントリーしたキャラクター100種を5グループに分けて予選が行われ、各グループの上位4種、全20種のキャラクターから大賞が決定されたが、2015年以降は従来の形式に戻った。この年は『いちご新聞』紙面上における司会は「だちょのすけ」に代わり「バッドばつ丸」が担当した。また、今回のグループ分けを機に団体戦が開催され、初戦（1stステージ）では全20キャラクターの合計が53万票余りを集めたAグループ、決戦（ファイナルステージ）では4人全員がトップ10入りを果たしたEグループが制した。また、ネット投票のみを集計した結果は、ポムポムプリンが1位（2位以下シナモロール、ふくちゃん、マイメロディ、ゴーちゃん。）であった。
2015年はこの年に限り「キャラクターパフ部門」が新設された。順位は1位からポムポムプリン、マイメロディ、ハローキティの順であった。
2016年は、キャラクターをなでると1票が入る「なでる投票」がこの年初めて実施され、スマートフォン上に表示されたキャラクターを指でなでる「なでる投票」 では、得票数ではなくなでられた時間が最も長かったポムポムプリン（4605時間11分52秒）、サンリオピューロランドで週末に行われたイベントでライブキャラクタ（着ぐるみ）を実際になでる「リアルなでる投票」 ではバッドばつ丸が制した。また、今年よりサンリオショップ店頭からの投票が復活し、サンリオショップの票のみを集計した結果、マイメロディが1位であった。また、『いちご新聞』紙面上で別枠で「サブキャラコンテスト」（後述）が新設された。
2019年は、無料でできるWeb投票と商品を購入した際に投票する「1票の価値」は同じでよいのかという声を受け、この年よりサンリオショップ店頭からの投票は3倍、『いちご新聞』からの投票は2倍の重みづけが行なわれた。これによりショップにより多くの来店客が見られるようになった。また、この年よりエントリーしたキャラクターは100種から80種に減じられた（いちご新聞ランキングも同様）。
2020年は、キャラクター大賞にノミネートされているキャラクター80種がそれぞれデザインされている、大賞公式コラボグッズの「サンリオキャラクター歩数計」の購入予約数が最も多かったキャラクターに贈られる特別賞の「タニタ賞」が設けられ、購入予約数が最も多かった「yoshikitty」が受賞した。また、コロナ関連によるサンリオショップの臨時休業が相次ぎ、思うようにサンリオショップ店頭からの投票（チップde投票）が出来なかったため、サンリオキャラクター大賞終了後の6月12日から30日にかけて、スピンアウト企画の 「チップde投票リターンズ」がサンリオショップ各店舗で開催された。ちなみにサンリオショップのひとつのハーモニーランドでのトップ5は1位から順に「ハローキティ」、「シナモロール」、「マイメロディ」、「ポムポムプリン」・「クロミ」（ともに4位タイ）であった（この回の票は、公式にはサンリオキャラクター大賞本戦の結果には反映されない）。
基本的にはサンリオが自前で著作権を管理する作品としてのエントリーとなっている。例外として、2014年から2016年までは『SHOW BY ROCK!!』のみ登場するバンドごとのエントリーとなっていた。1990年代初頭までは、サンリオが販売に関わっただけの外部版権も投票対象となっていた。
サンリオキャラクター大賞の前身は1975年から『いちご新聞』（11号）上で実施された「サンリオキャラクター人気コンテスト」で、第1回は10キャラクターでスタートし、年を追うごとにキャラクターを増やすなど盛り上がりを見せた。因みに第1回の順位はスヌーピー（1位）、パティ&ジミー（2位）、ハローキティ（3位）であった。
| 年                | 1位              | 2位                  | 3位                    | 4位                        | 5位                      |
| ----------------- | ---------------- | -------------------- | ---------------------- | -------------------------- | ------------------------ |
| 1986年 （第1回）  | ザシキブタ       | スヌーピー           | ハンギョドン           | タキシードサム             | ニャニィニュニェニョン   |
| 1987年 （第2回）  | マロンクリーム   | スヌーピー           | みんなのたあ坊         | ぽこぽん日記               | ブラウニーズストーリー   |
| 1988年 （第3回）  | みんなのたあ坊   | スヌーピー           | ぽこぽん日記           | フィリックス・ザ・キャット | ノラネコランド           |
| 1989年 （第4回）  | みんなのたあ坊   | けろけろけろっぴ     | スヌーピー             | マロンクリーム             | ぽこぽん日記             |
| 1990年 （第5回）  | けろけろけろっぴ | みんなのたあ坊       | マロンクリーム         | スヌーピー                 | ぽこぽん日記             |
| 1991年 （第6回）  | ポチャッコ       | けろけろけろっぴ     | マロンクリーム         | みんなのたあ坊             | スヌーピー               |
| 1992年 （第7回）  | ポチャッコ       | るるる学園           | ザ・ボードビル・デュオ | マロンクリーム             | アヒルのペックル         |
| 1993年 （第8回）  | ポチャッコ       | パタパタペッピー     | るるる学園             | おさるのもんきち           | ザ・ボードビル・デュオ   |
| 1994年 （第9回）  | ポチャッコ       | パタパタペッピー     | バッドばつ丸           | るるる学園                 | ミスターベアーズドリーム |
| 1995年 （第10回） | ポチャッコ       | バッドばつ丸         | パタパタペッピー       | ハローキティ               | ミスターベアーズドリーム |
| 1996年 （第11回） | バッドばつ丸     | ポチャッコ           | パタパタペッピー       | ハローキティ               | ミスターベアーズドリーム |
| 1997年 （第12回） | ポムポムプリン   | ハローキティ         | バッドばつ丸           | ポチャッコ                 | マイメロディ             |
| 1998年 （第13回） | ハローキティ     | マイメロディ         | ポムポムプリン         | リトルツインスターズ       | パティ&ジミー            |
| 1999年 （第14回） | ハローキティ     | マイメロディ         | ポムポムプリン         | リトルツインスターズ       | ディアダニエル           |
| 2000年 （第15回） | ハローキティ     | マイメロディ         | ポムポムプリン         | ディアダニエル             | リトルツインスターズ     |
| 2001年 （第16回） | ハローキティ     | マイメロディ         | ポムポムプリン         | ディアダニエル             | リトルツインスターズ     |
| 2002年 （第17回） | ハローキティ     | マイメロディ         | ディアダニエル         | リトルツインスターズ       | ポムポムプリン           |
| 2003年 （第18回） | ハローキティ     | リトルツインスターズ | シナモロール           | マイメロディ               | ポムポムプリン           |
| 2004年 （第19回） | ハローキティ     | リトルツインスターズ | シナモロール           | マイメロディ               | ディアダニエル           |
| 2005年 （第20回） | ハローキティ     | チャーミーキティ     | シナモロール           | リトルツインスターズ       | マイメロディ             |
| 2006年 （第21回） | ハローキティ     | チャーミーキティ     | シナモロール           | マイメロディ               | クロミ                   |
| 2007年 （第22回） | ハローキティ     | チャーミーキティ     | マイメロディ           | リトルツインスターズ       | シナモロール             |
| 2008年 （第23回） | ハローキティ     | マイメロディ         | チャーミーキティ       | リトルツインスターズ       | シュガーバニーズ         |
| 2009年 （第24回） | ハローキティ     | リトルツインスターズ | マイメロディ           | チャーミーキティ           | シュガーバニーズ         |
| 2010年 （第25回） | マイメロディ     | リトルツインスターズ | ハローキティ           | ポムポムプリン             | クロミ                   |
| 2011年 （第26回） | マイメロディ     | リトルツインスターズ | ハローキティ           | ポムポムプリン             | シナモロール             |
| 2012年 （第27回） | ハローキティ     | マイメロディ         | リトルツインスターズ   | シナモロール               | ポムポムプリン           |
| 2013年 （第28回） | ハローキティ     | マイメロディ         | ポムポムプリン         | リトルツインスターズ       | シナモロール             |
| 2014年 （第29回） | マイメロディ     | ハローキティ         | リトルツインスターズ   | ポムポムプリン             | シナモロール             |
| 2015年 （第30回） | ポムポムプリン   | シンガンクリムゾンズ | シナモロール           | ぐでたま                   | マイメロディ             |
| 2016年 （第31回） | ポムポムプリン   | シナモロール         | マイメロディ           | ぐでたま                   | ハローキティ             |
| 2017年 （第32回） | シナモロール     | ポムポムプリン       | マイメロディ           | ハローキティ               | ぐでたま                 |
| 2018年 （第33回） | シナモロール     | ポムポムプリン       | YOSHIKITTY             | ハローキティ               | マイメロディ             |
| 2019年 （第34回） | ハローキティ     | シナモロール         | ポムポムプリン         | マイメロディ               | ポチャッコ               |
| 2020年 （第35回） | シナモロール     | ポムポムプリン       | ポチャッコ             | マイメロディ               | ハローキティ             |
| 2021年 （第36回） | シナモロール     | ポムポムプリン       | ポチャッコ             | マイメロディ               | クロミ                   |
| 2022年 （第37回） | シナモロール     | ポムポムプリン       | クロミ                 | ポチャッコ                 | マイメロディ             |
| 2023年 （第38回） | シナモロール     | ポムポムプリン       | クロミ                 | ポチャッコ                 | ハローキティ             |
| 2024年 (第39回)   | シナモロール     | ポチャッコ           | クロミ                 | ポムポムプリン             | ハローキティ             |
| 2025年 (第40回)   | ポムポムプリン   | シナモロール         | ポチャッコ             | クロミ                     | ハローキティ             |

主なデータ
- 1位受賞回数最多 - ハローキティ（2019年時点で通算15回。1998年（第13回）から2009年（第24回）まで12年連続1位、2012年（第27回）および2019年（第34回）に返り咲き1位）
- 初登場1位 - ポムポムプリン（1997年（第12回）の1位）[43]

コラボ部門
2013年より行われた「コラボ部門」の順位は以下のとおり。
| 年     | 1位                                     | 2位                                     | 3位                                                  | 4位                                     | 5位                                  |
| ------ | --------------------------------------- | --------------------------------------- | ---------------------------------------------------- | --------------------------------------- | ------------------------------------ |
| 2013年 | ペンちゃん・ペン子ちゃん×ハローキティ   | フェルナンデスくん×マイメロディ         | シャボンちゃん×リトルツインスターズ                  | 吉田くん（鷹の爪団）×ハローキティ       | なめこ栽培キット×ハローキティ        |
| 2014年 | フェルナンデスくん×マイメロディ         | シャボンちゃん×リトルツインスターズ     | ペコちゃん×ハローキティ                              | うさちゃん×ハローキティ                 | 鷹の爪団 レオナルド博士×ハローキティ |
| 2015年 | ゴーちゃん。×マイメロディ               | シャボンちゃん×リトルツインスターズ     | 秘密結社 鷹の爪 吉田くん レオナルド博士×ハローキティ | ペコちゃん×ハローキティ                 | ぷらクマくん×マイメロディ            |
| 2016年 | お買いものパンダ×マイメロディ           | ふなっしー×ハローキティ                 | こえだちゃん×リトルツインスターズ                    | Suzy's Zoo×マイメロディ                 | ゴジラ×ぐでたま                      |
| 2017年 | こえだちゃん×シナモロール               | たまごっち×サンリオキャラクターズ       | どうぶつの森×サンリオキャラクターズ                  | トランスフォーマー×ぐでたま             | スージー・ズー×マイメロディ          |
| 2018年 | スプラトゥーン2×サンリオキャラクターズ  | ミイラの飼い方×ポムポムプリン           | パンパカパンツ×ポムポムプリン                        | 柴犬まる×ポムポムプリン                 | 蒼井翔太×リトルツインスターズ        |
| 2019年 | ハローメンディー×サンリオキャラクターズ | 赤西仁×ぐでたま                         | ☆イニ☆×シナモロール                                  | ひよこちゃん×ぐでたま                   | ココシエルちゃん×マイメロディ        |
| 2020年 | まあたそ×ハンギョドン                   | おジャ魔女どれみ×サンリオキャラクターズ | ココシエル×マイメロディ&クロミ                       | ヨッシースタンプ×サンリオキャラクターズ | SOL（ソル）×ぐでたま                 |
| 2021年 | @小豆×はぴだんぶい                      | ナポリの男たち×はぴだんぶい             | しばんばん×ポムポムプリン                            | SOL（ソル）×ぐでたま                    | あわたん×シナモロール                |
| 2022年 | しゅわっちぃ×サンリオキャラクターズ     | M.S.S Project×サンリオキャラクターズ    | うえたん×シナモロール                                | 雪見うさぎ×シナモロール                 | たまごっち×サンリオキャラクターズ    |
| 2023年 | ドンペン×はぴだんぶい                   | ペコちゃん×サンリオキャラクターズ       | 小田ちゃん×はぴだんぶい                              | もちもちぱんだ×サンリオキャラクターズ   | こぶた×サンリオキャラクターズ        |
| 2024年 | ペコちゃん×サンリオキャラクターズ       | SOL(ソル)×ぐでたま                      | たまごっち×サンリオキャラクターズ                    | モノルン×リトルツインスターズ           | tinybear×サンリオキャラクターズ      |
| 2025年 | ラッピー×サンリオキャラクターズ         | ましろ×ポチャッコ                       | TWICE LOVELYS×サンリオキャラクターズ                 | ペコちゃん×サンリオキャラクターズ       | モノルン×リトルツインスターズ        |

### いちご新聞ランキング
サンリオキャラいちご新聞大ランキングとは、サンリオキャラクター大賞の投票数のうち、『いちご新聞』に届いた票のみ（サンリオショップ、テーマパーク、インターネットの票を除いたもの）を集計したもので、インターネット投票が開始される2009年までの「サンリオキャラクター大賞」と同等である。2012年から『いちご新聞』で発表されるようになった。2013年以降もいちご新聞でサンリオキャラクター大賞いちご新聞ランキングとして発表されている。
| 年     | 1位                  | 2位                  | 3位                  | 4位                  | 5位                  |
| ------ | -------------------- | -------------------- | -------------------- | -------------------- | -------------------- |
| 2012年 | リトルツインスターズ | ハローキティ         | マイメロディ         | ポムポムプリン       | けろけろけろっぴ     |
| 2013年 | ポムポムプリン       | マイメロディ         | リトルツインスターズ | ハローキティ         | チアリーチャム       |
| 2014年 | リトルツインスターズ | マイメロディ         | ハローキティ         | ポムポムプリン       | マイスウィートピアノ |
| 2015年 | マイメロディ         | リトルツインスターズ | ハローキティ         | ポムポムプリン       | シナモロール         |
| 2016年 | ハローキティ         | マイメロディ         | リトルツインスターズ | シナモロール         | ポムポムプリン       |
| 2017年 | シナモロール         | リトルツインスターズ | ハローキティ         | ポムポムプリン       | マイメロディ         |
| 2018年 | ポチャッコ           | シナモロール         | ポムポムプリン       | ハローキティ         | リトルツインスターズ |
| 2019年 | ポチャッコ           | リトルツインスターズ | シナモロール         | ハローキティ         | ポムポムプリン       |
| 2020年 | ポチャッコ           | マイメロディ         | シナモロール         | リトルツインスターズ | クロミ               |
| 2021年 | ウィッシュミーメル   | シナモロール         | ポチャッコ           | マイメロディ         | ポムポムプリン       |
| 2022年 | シナモロール         | ウィッシュミーメル   | マイメロディ         | ポムポムプリン       | クロミ               |

### サブキャラコンテスト
いちご新聞オリジナル企画として2016年より「サブキャラコンテスト」が行なわれている。順位は以下のとおり。紙面には50位までのランキングが掲載されている。なお、独自ルールとして
サブキャラコンテストにエントリーしたことがあるキャラクターは、4年ごとに実施される決戦コンテスト（後述）終了まで当コンテストに再度エントリーすることが出来ない制約がある。なお、2019年度は過去3年間の上位20位にランクされた全60キャラクター同士による決戦コンテストが実施され、ハローキティのミミィ･ホワイトが制した。最下位（60位）はマイメロディの友達の「りすくん」となった。
2021年度では、昨年に引き続き、みるくが2連覇達成し、マフィンとパフ&ポフが同数の投票数で同率2位となった。
| 年     | 1位                              | 2位                          | 3位                                | 4位                                | 5位                              |
| ------ | -------------------------------- | ---------------------------- | ---------------------------------- | ---------------------------------- | -------------------------------- |
| 2016年 | マフィン（ポムポムプリン）       | フラットくん（マイメロディ） | みるく（シナモロール）             | スコーン（ポムポムプリン）         | かまぼこちゃん（KIRIMIちゃん.）  |
| 2017年 | ミミィ・ホワイト（ハローキティ） | マカロン（ポムポムプリン）   | みるく（品川紋次郎）               | ラビ（ポチャッコ）                 | かぷえもん（品川紋次郎）         |
| 2018年 | パウダー（ポムポムプリン）       | ポンチ（ポチャッコ）         | コルネ（シナモロール）             | ポップル（ポチャッコ）             | ココとナッツ（シナモロール）     |
| 2019年 | ミミィ・ホワイト（ハローキティ） | ピーちゃんズ（ポチャッコ）   | みるく（シナモロール）             | ポップル（ポチャッコ）             | マフィン（ポムポムプリン）       |
| 2020年 | みるく（シナモロール）           | リズムくん（マイメロディ）   | マフィン（ポムポムプリン）         | パフ＆ポフ（リトルツインスターズ） | バク（クロミ）                   |
| 2021年 | みるく（シナモロール）           | マフィン（ポムポムプリン）   | パフ＆ポフ（リトルツインスターズ） | ピーちゃんズ（ポチャッコ）         | バク（クロミ）                   |
| 2022年 | みるく(シナモロール)             | マフィン(ポムポムプリン)     | エスプレッソ(シナモロール)         | エビちゃん(こぎみゅん)             | パフ＆ポフ(リトルツインスターズ) |

## その他
- 創刊号には、第47回選抜高等学校野球大会のコラムが掲載されていた。
- 1976年8月には、いちご新聞の英語版『THE STRAWBERRY』が創刊された。創刊号の定価は日本では100円、アメリカでは50セントだった。1984年には『HELLO KITTY GAZETTE』に改題。1990年には姉妹紙の『A LA MODE』も創刊した。その後同紙は休刊したが、現在いちご新聞は日本国外のサンリオショップでも販売されている。
- いちご新聞の姉妹誌として『サンリオ』という雑誌が1977年3月10日より隔月で発売されていた[68]。表紙には「子どもと子どもの心を忘れないおとなの本」のコピーが付けられていた。なお、『LittleTwinStars ART BOOK』（2014年12月24日発売：ISBN 978-4865061062 ）には「サンリオ」創刊号の復刻版がリトルツインスターズが掲載されたページを抜粋して綴じ込み付録として収録している。
- 「サンリオキャラクター大賞」開始前年の1985年にも、『いちご新聞』上でサンリオキャラクターの人気投票が行われた。このときの1位はタキシードサムだった[69][70]（この回は、公式にはサンリオキャラクター大賞には含まれない）。
- 2010年、アガツマから、『いちご新聞』のロゴを使用した乳児向け玩具『ハローキティ 赤ちゃんいちご新聞』が発売された。
- サンリオが運営するテーマパーク、サンリオピューロランド（東京都多摩市）とハーモニーランド（大分県速見郡日出町）のイベント情報も掲載されている。

## 関連書籍・文献
- いちご新聞 2004年4月号（いちご新聞30周年記念Special Edition号）
- 竹村真奈『Sanrio Days』ビー・エヌ・エヌ新社、2008年2月29日。ISBN 978-4861005572。
  - 1970年代～80年代のいちご新聞についての記事あり。
- 『mina特別編集 サンリオキャラクター大賞 2013 公式ガイドブック』主婦の友社、2013年、ISBN 978-4-07-289101-8
- 竹村真奈『サンリオデイズ いちご新聞篇 ー「いちご新聞」から生まれたキャラクターのヒミツがいっぱい ー』ビー・エヌ・エヌ新社、2013年10月19日。ISBN 978-4861009020。